# Butcher's Crossing
Butcher's Crossing é um romance estadunidense do gênero faroeste de John Williams, publicado pela editora Macmillan, em 1960. No Brasil foi lançado em 2014, pela Editora Rádio Londres, com tradução de Alexandre Barbosa de Souza.
A história é uma narrativa sobre William Andrews, um jovem estudante da Universidade de Harvard que deixa sua vida para trás para explorar o oeste dos Estados Unidos. O livro começa e termina na fictícia cidade fronteiriça de Butcher's Crossing, Kansas, no início da década de 1870, onde Andrews se junta a uma expedição de caça a búfalos.

## Contexto
Butcher's Crossing é o segundo romance de John Williams. É considerado por muitos como um dos pioneiros de um romance de faroeste mais "realista", ao lado de Blood Meridian de Cormac McCarthy e Warlock de Oakley Hall.
Analisando o gênero faroeste na época em que escrevia Butcher's Crossing, Williams escreveu: "O oeste, como tema, passou por um processo de estereótipos irracionais". A resposta de Williams a esse estereótipo veio na forma de Butcher's Crossing, em que a dureza da vida na fronteira ocidental é enfatizada. O romance apresenta um protagonista, Will Andrews, que é profundamente influenciado pela ideia de harmonia entre homem e natureza, baseada na filosofia transcendentalista.

## Personagens
- Will Andrews tem 23 anos, filho de pastor e  estudante do terceiro ano de Harvard[5], o jovem abandona a faculdade e parte para o oeste estadunidense inspirado pelos escritos de Ralph Waldo Emerson.[2][6]
- Miller é um caçador experiente e homem da montanha que Andrews conhece em Butcher's Crossing.
- Charley Hoge é um veterano maneta da vida na fronteira, o principal companheiro de caça de Miller e um alcoólatra.[7]
- Fred Schneider é um esfolador que acompanha Andrews, Miller e Charley na caça aos búfalos.[8]
- Francine é uma prostituta com quem Andrews se relaciona.[2]
- JD McDonald é um comerciante de couro de búfalo que conheceu o pai de Andrews anos antes.[8]

## Enredo
William Andrews é um estudante de Harvard no início da década de 1870 que passa a questionar a sua vida e rotina, inspirado na poesia e filosofia de Ralph Waldo Emerson. Para entrar em harmonia com a natureza ele decide deixar sua casa em Boston e passar algum tempo no deserto.
Andrews viaja pelo país e encontra seu caminho em Butcher's Crossing, uma pequena cidade fronteiriça nas planícies do Kansas que tem como principais atividades econômicas a caça e os negócios de criadores de gado locais. A cidade vive a expectativa da chegada de uma ferrovia em seus arredores. 
Andrews procura JD McDonald, um velho conhecido de seu pai, e o encontra administrando uma lucrativa loja que comercializa peles de búfalo na periferia. McDonald oferece a Andrews um emprego cuidando da papelada e burocracia da loja, mas ele recusa, explicando que está procurando um tipo diferente de experiência no oeste.
Andrews e as pessoas que encontra ao longo do caminho devem enfrentar e sobreviver às realidades brutais da natureza em suas tentativas de conseguir peles de búfalo para vender. Em sua trajetória, Andrews contempla seu propósito de vida em relação à natureza, especificamente por meio da influência de Ralph Waldo Emerson.

## Estilo
Butcher's Crossing é considerado um clássico do faroeste romântico americano. A narrativa de John Williams inclui não apenas temas comuns sobre o oeste, mas também uma reflexão sobre os Estados Unidos e a desconstrução do sonho americano, além de incorporar ideias de destino e o conceito de Emerson de harmonia com a natureza. O estilo de escrita de John Williams é direto, e dá uma visão ousada do comportamento do ser humano com a natureza, revelando a loucura que pode dominá-los quando eles emergem um do outro.

## Recepção
A recepção crítica de Butcher's Crossing, embora um mista, é predominantemente positiva. O autor vencedor do Prêmio Pulitzer, Oakley Hall, chamou Butcher's Crossing de "o melhor faroeste já escrito". Adam Foulds, um crítico da revista The Spectator, escreveu: "O romance culmina lindamente em ação e em pensamento pungente." O crítico do The Guardian, Nicholas Lezard, ficou especialmente intrigado com a capacidade de Williams de se concentrar nos eventos que conduzem a história. Ele escreveu:
"Williams, ao apresentar os elementos de sua história com nada mais do que os acontecimentos, produziu algo atemporal e grandioso. E em sua representação impiedosa de homens reduzidos às situações mais básicas e extremas - sede, frio, calor, exaustão, isolamento, sem mencionar a indesejável companhia um do outro - este livro reflete muito bem a moda contemporânea de sobrevivência."
Archie Bland, crítico da revista Independent, analisa que partes de Butcher's Crossing, especificamente o final, mostram a evolução de Williams com relação ao seu romance anterior, Stoner.